# Montes Haemus
Els Montes Haemus són una corbada cadena muntanyenca lunar, que forma la part sud-oest de la vora de la conca del Mare Serenitatis, i que ho separen del Mare Vaporum. En el nord gairebé s'uneix amb els Montes Apenninus, una serralada més alta, que es troba cap a l'oest. El seu extrem aquest acaba al nord-oest del cràter Plinius. Cap al nord, acaba just abans de l'espai on el Mare Serenitatis s'uneix amb la Mare Tranquillitatis.
Es creu que es va formar fa uns 3700 milions d'anys, quan un asteroide d'uns 50-100 quilòmetres de diàmetre es va estavellar amb la Lluna. Les seves muntanyes tenen una altura de 2 a 3 quilòmetres, encara que van haver de ser majors (de fins a 5 quilòmetres) abans que la conca del Mare Serenitatis s'inundés de lava.

### Altres referències
- Andersson, L. E.; Whitaker, E. A. (en anglès) NASA Catalogue of Lunar Nomenclature. NASA RP-1097, 1982.
- Blue, Jennifer (en anglès) Gazetteer of Planetary Nomenclature. USGS, 2007 [Consulta: 5 agost 2007].
- Bussey, B.; Spudis, P.. Cambridge University Press. The Clementine Atlas of the Moon (en anglès), 2004. ISBN 978-0-521-81528-4.
- Cocks, Elijah E.; Cocks, Josiah C.. Tudor Publishers. Who's Who on the Moon: A Biographical Dictionary of Lunar Nomenclature (en anglès), 1995. ISBN 978-0-936389-27-1.
- McDowell, Jonathan (en anglès) "Lunar Nomenclature". Jonathan's Space Report, 2007 [Consulta: 24 octubre 2007].
- Menzel, D. H.; Minnaert, M.; Levin, B.; Dollfus, A.; Bell, B. «"Report on Lunar Nomenclature by the Working Group of. Commission 17 of the IAU".» (en anglès). Space Science Reviews, 12, 1971, pàg. 136–186. DOI: 10.1007/BF00171763.
- Moore, Patrick. Sterling Publishing Co. On the Moon (en anglès), 2001. ISBN 978-0-304-35469-6.
- Price, Fred W.. Cambridge University Press. The Moon Observer's Handbook (en anglès), 1988. ISBN 978-0-521-33500-3.
- Rükl, Antonín. Kalmbach Books. Atlas of the Moon (en anglès), 1990. ISBN 978-0-913135-17-4.
- Webb, T. W.. Dover. Celestial Objects for Common Telescopes (en anglès). 6, 1962. ISBN 978-0-486-20917-3.
- Whitaker, Ewen A.. Cambridge University Press. Mapping and Naming the Moon (en anglès), 1999. ISBN 978-0-521-62248-6.
- Wlasuk, Peter T.. Springer. Observing the Moon (en anglès), 2000. ISBN 978-1-85233-193-1.